# Aeropedellus zhengi
Aeropedellus zhengi är en insektsart som beskrevs av Yang, Caixia 1994. Aeropedellus zhengi ingår i släktet Aeropedellus och familjen gräshoppor. Inga underarter finns listade i Catalogue of Life.